# Bodabandahalli, Gauribidanur
Bodabandahalli là một làng thuộc tehsil Gauribidanur, huyện Kolar, bang Karnataka, Ấn Độ.